# Alessandro II di Scozia
Alaxandair II mac Uilliam, o in inglese Alexander II MacWilliam (Haddington, 24 agosto 1198 – Kerrera, 6 luglio 1249), è stato re di Scozia dal 1214 al 1249.

## Biografia

### Origini
Era figlio di re Guglielmo I di Scozia e di Ermengarda de Beaumont. Nato a Haddington, nell'East Lothian, succedette alla corona dopo la morte del padre il 4 dicembre 1214, e venne incoronato a Scone il 6 dicembre successivo.
L'anno successivo all'incoronazione i clan Meic Uilleim e MacHeaths, da sempre avversari della corona scozzese per questioni dinastiche, istigarono una rivolta, che venne però rapidamente sedata dalle truppe fedeli al sovrano.

### Rapporti con l'Inghilterra
Nello stesso anno Alessandro si unì ai baroni inglesi nella loro campagna contro Giovanni Senzaterra, e guidò un esercito nel regno d'Inghilterra in loro sostegno. Dopo la morte di Giovanni e l'accordo di pace tra il suo giovane successore Enrico III d'Inghilterra con il sovrano francese Luigi VII, anche il sovrano scozzese dovette adeguarsi alla cessazione delle ostilità.
Le attività diplomatiche riuscirono a rafforzare ulteriormente la pace tra Alessandro e il regno anglosassone grazie al suo matrimonio con la sorella di Enrico, Giovanna, che venne celebrato nel giugno 1221.

### Consolidamento del potere
L'anno successivo vide Alessandro sottomettere il distretto di Argyll, fino ad allora restìo a riconoscere l'autorità della corona scozzese. L'esercito fedele al re sedò poi una sommossa scoppiata a Galloway nel 1225 con relativa facilità, e riuscì a rendere vano il tentativo di invasione del regno da parte dei suoi capi mandati in esilio. A seguito della richiesta di sottomissione da parte della corona inglese ci furono nuovi conflitti con Enrico III d'Inghilterra, sanati solo nel 1237 con un trattato a York: in cambio della rinuncia alle pretese espansionistiche scozzesi, Alessandro ricevette numerose proprietà e tenute in Inghilterra. Venne inoltre fissato per la prima volta in maniera ufficiale il confine tra Scozia e Inghilterra (corrispondente all'incirca a quello odierno).
La regina Giovanna, sorella di Enrico III, morì nel 1238 nell'Essex, e Alessandro, essendo ancora senza figli, si risposò presto con Maria di Coucy. Il matrimonio venne celebrato il 15 maggio 1239 e permise ad Alessandro di avere l'erede desiderato nel 1241, il principe Alessandro.
Nel 1243 la minaccia di una nuova invasione da parte di Enrico III compromise nuovamente i rapporti diplomatici con l'Inghilterra, ma sia la pronta risposta militare di Alessandro che la scarsa propensione dei baroni inglesi ad appoggiare il loro sovrano in guerra permisero la stipula di un nuovo trattato di pace nei pressi di Newcastle upon Tyne nel 1244. Enrico, impegnato com'era a contrastare lo strapotere dei baroni, non attaccò più la Scozia, che sarebbe rimasta in pace con l'Inghilterra fino alle campagne di Edoardo I.

### Ultimi anni
Dopo essersi assicurato la pace con l'Inghilterra Alessandro rivolse la sua attenzione verso occidente, alle isole Ebridi, che mantenevano da sempre una alleanza di fatto con la Norvegia. Dopo aver tentato la via diplomatica cercando di persuadere Ewen MacDougall, figlio di Duncan MacDougall e signore di Argyll, a rompere la sua alleanza con Haakon IV di Norvegia, visti gli scarsi risultati organizzò una spedizione per tentare l'uso della forza.
Tuttavia, mentre era in rotta per muovere guerra, Alessandro si ammalò di febbre facendo scalo all'isola di Kerrera, dove morì nel 1249. Venne in seguito sepolto nell'abbazia di Melrose, nel Roxburghshire. La corona di Scozia venne ereditata dal suo unico figlio, che salì al trono col nome di Alessandro III di Scozia.

## Discendenza
Alessandro si sposò una prima volta con Giovanna d'Inghilterra, terzogenita di Giovanni d'Inghilterra; lui aveva ventitré anni, lei solo unidici. Giovanna morì appena ventottenne, senza aver dato figli ad Alessandro.
Il re, rimasto vedovo, si risposò il 15 maggio 1239 con Maria di Coucy, figlia di Enguerrand III, signore di Coucy, uno dei più importanti nobili francesi del tempo. Da queste nozze nacque l'unico figlio legittimo, Alessandro, che gli succederà al trono dopo la sua morte e che sarà l'ultimo esponente maschile della casata.
Alessandro ebbe anche una figlia illegittima, Marjorie, sposata col Giudice di Scozia Alan Durward e dalla quale discese Nicholas de Soules, pretendente al trono durante la Grande causa nel 1290.

## Ascendenza
|                                 |                                |                                          | Genitori                       |  |  | Nonni |  |  | Bisnonni           |  |  | Trisnonni             |  |
|                                 |                                |                                          |                                |  |  |       |  |  | Davide I di Scozia |  |  | Malcolm III di Scozia |  |
|                                 |                                |                                          |                                |  |  |       |  |  | Davide I di Scozia |  |  | Malcolm III di Scozia |  |
|                                 |                                | Margherita di Scozia                     |                                |  |  |       |  |  | Davide I di Scozia |  |  |                       |  |
| Enrico di Scozia                |                                |                                          |                                |  |  |       |  |  | Davide I di Scozia |  |  |                       |  |
|                                 |                                | Maud di Northumbria                      | Waltheof, conte di Northumbria |  |  |       |  |  |                    |  |  |                       |  |
|                                 |                                | Maud di Northumbria                      | Waltheof, conte di Northumbria |  |  |       |  |  |                    |  |  |                       |  |
|                                 |                                | Maud di Northumbria                      | Judith di Lens                 |  |  |       |  |  |                    |  |  |                       |  |
| Guglielmo I di Scozia           |                                | Maud di Northumbria                      |                                |  |  |       |  |  |                    |  |  |                       |  |
|                                 |                                | Guglielmo di Warenne, II conte di Surrey | Guglielmo I di Warenne         |  |  |       |  |  |                    |  |  |                       |  |
|                                 |                                | Guglielmo di Warenne, II conte di Surrey | Guglielmo I di Warenne         |  |  |       |  |  |                    |  |  |                       |  |
|                                 |                                | Guglielmo di Warenne, II conte di Surrey | Gundred, contessa del Surrey   |  |  |       |  |  |                    |  |  |                       |  |
| Ada de Warenne                  |                                | Guglielmo di Warenne, II conte di Surrey |                                |  |  |       |  |  |                    |  |  |                       |  |
|                                 |                                | Elisabetta di Vermandois                 | Ugo I di Vermandois            |  |  |       |  |  |                    |  |  |                       |  |
|                                 |                                | Elisabetta di Vermandois                 | Ugo I di Vermandois            |  |  |       |  |  |                    |  |  |                       |  |
|                                 |                                | Elisabetta di Vermandois                 | Adelaide di Vermandois         |  |  |       |  |  |                    |  |  |                       |  |
| Alessandro II di Scozia         |                                | Elisabetta di Vermandois                 |                                |  |  |       |  |  |                    |  |  |                       |  |
|                                 | Roscelin, Visconte di Beaumont | Ralph VII, Visconte di Beaumont          |                                |  |  |       |  |  |                    |  |  |                       |  |
|                                 | Roscelin, Visconte di Beaumont | Ralph VII, Visconte di Beaumont          |                                |  |  |       |  |  |                    |  |  |                       |  |
|                                 | Roscelin, Visconte di Beaumont | Adenor de Laval                          |                                |  |  |       |  |  |                    |  |  |                       |  |
| Richard, I visconte di Beaumont | Roscelin, Visconte di Beaumont |                                          |                                |  |  |       |  |  |                    |  |  |                       |  |
|                                 |                                | Constance, Viscontessa di Beaumont       | Enrico I d'Inghilterra         |  |  |       |  |  |                    |  |  |                       |  |
|                                 |                                | Constance, Viscontessa di Beaumont       | Enrico I d'Inghilterra         |  |  |       |  |  |                    |  |  |                       |  |
|                                 |                                | Constance, Viscontessa di Beaumont       | …                              |  |  |       |  |  |                    |  |  |                       |  |
| Ermengarda de Beaumont          |                                | Constance, Viscontessa di Beaumont       |                                |  |  |       |  |  |                    |  |  |                       |  |
|                                 |                                | Richard II de l'Aigle                    | Richard I de l'Aigle           |  |  |       |  |  |                    |  |  |                       |  |
|                                 |                                | Richard II de l'Aigle                    | Richard I de l'Aigle           |  |  |       |  |  |                    |  |  |                       |  |
|                                 |                                | Richard II de l'Aigle                    | Beatrice                       |  |  |       |  |  |                    |  |  |                       |  |
| Lucie de l'Aigle                |                                | Richard II de l'Aigle                    |                                |  |  |       |  |  |                    |  |  |                       |  |
|                                 |                                | Edelina                                  | …                              |  |  |       |  |  |                    |  |  |                       |  |
|                                 |                                | Edelina                                  | …                              |  |  |       |  |  |                    |  |  |                       |  |
|                                 |                                | Edelina                                  | …                              |  |  |       |  |  |                    |  |  |                       |  |
|                                 |                                | Edelina                                  |                                |  |  |       |  |  |                    |  |  |                       |  |